# Musikinstrumentenmuseum Lißberg
Das Musikinstrumentenmuseum Lißberg ist ein Museum in Lißberg, einem Stadtteil von Ortenberg im hessischen Wetteraukreis. Ein großer Teil der Sammlung besteht aus Drehleiern und Dudelsäcken aus verschiedenen Ländern. Es beherbergt mehrere jahrhundertealte Stücke, darunter ein altes Nürnberger Geigenwerk.

## Sammlung

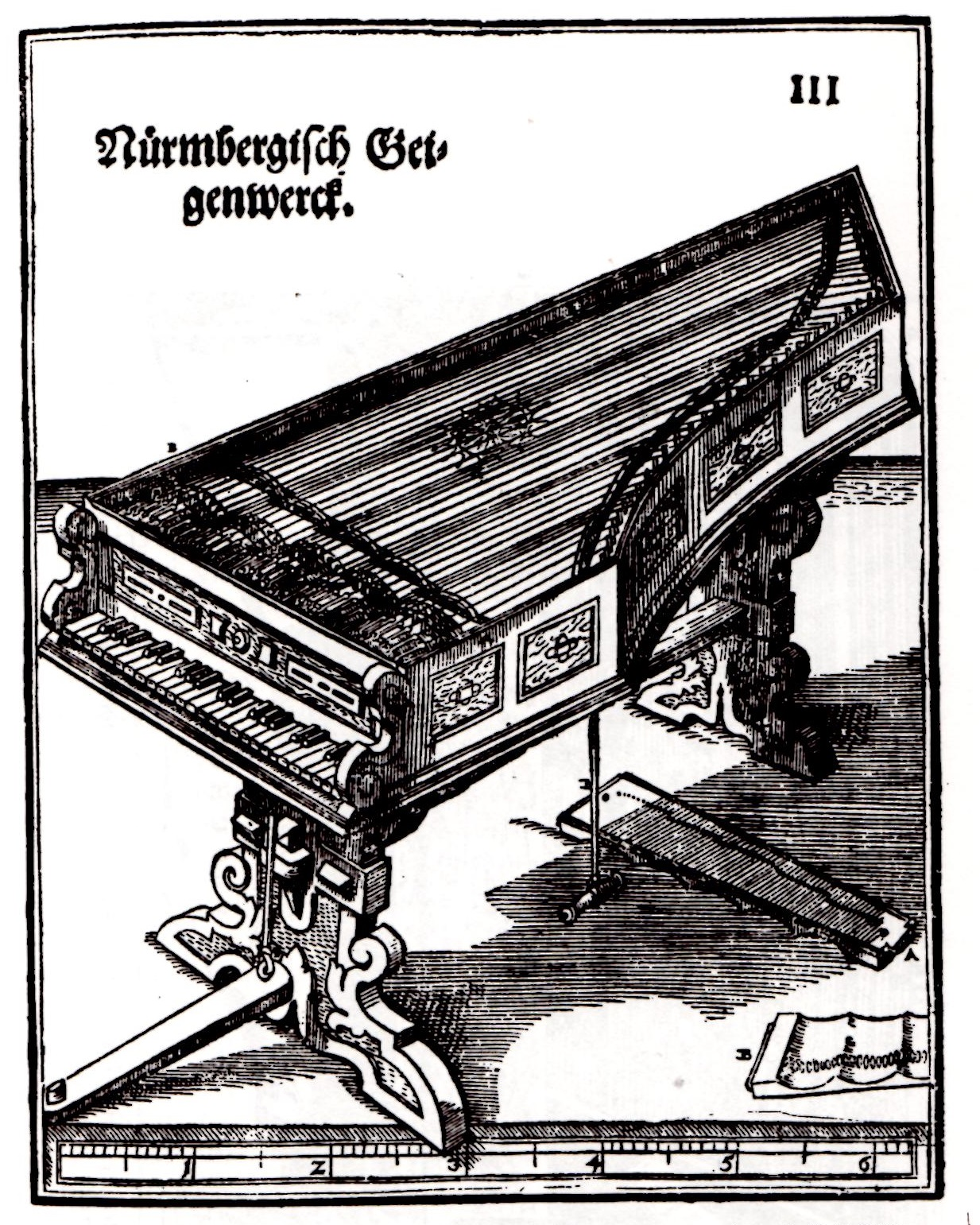
Nürnbergisches Geigenwerk aus dem Syntagma musicum

Die Musikinstrumente sind nach Instrumentenfamilien geordnet. Die Entwicklungsstadien der verschiedenen Instrumente werden dargestellt, wobei Klangbeispiele die Erklärung unterstützen. Die Besucher können Musikinstrumente an einem nachgebauten Renaissance-Musiziertisch selbst ausprobieren.
Ein Schwerpunkt des Museums ist die große Sammlung von Borduninstrumenten, die etwa 170 Drehleiern und Dudelsäcke umfasst. Die Drehleiern stammen aus Schweden und einigen osteuropäischen Ländern, einschließlich Russland. Die Dudelsäcke kommen nicht nur aus Schottland, sondern auch aus Deutschland, Polen, Italien, Spanien und Nordafrika, einschließlich Ägypten. Ein kostbarer Dudelsack aus der Sammlung ist ein Musette de Cour des französischen Komponisten Nicolas Chédeville (1705–1782).
Eines der Meisterwerke ist das im Jahre 1575 von Hans Heyden hergestellte „Nürnbergisch Geigenwerk“ (Streichklavier), ein cembaloähnliches Instrument, das im Inneren fünf von einer Klaviertastatur bediente Drehleiern enthält. Weitere wertvolle Stücke sind ein Bassanello von 1600, das bereits von Michael Praetorius beschrieben wurde, eine Dulzaina spanischen Ursprungs, ein Tartölt aus der Renaissance deutschen Ursprungs und eine Orgelleier, die aus der Kombination einer Drehleier mit einer kleinen Orgel besteht. Unter den anthropologischen Stücken befindet sich eine Flöte tibetischen Ursprungs aus einem menschlichen Knochen.

## Geschichte
Das Museum befindet sich in einem Schulgebäude neben der Kirche im Stadtteil Lißberg. Es wurde 1990 zum 50-jährigen Jubiläum des Frankfurter Drehleierbauers Kurt Reichmann eröffnet. Der Schwerpunkt liegt auf der Entwicklung von Musikinstrumenten seit dem Komponisten Michael Praetorius (1571–1621), insbesondere seinem Werk Syntagma musicum (1619).